# Szumanowka
Szumanowka (ros. Шумановка) – wieś w Rosji, w Kraju Ałtajskim, w Niemieckim Rejonie Narodowym. W 2010 liczyła 1288 mieszkańców.